# Якимовці
Яки́мовці (рос. Якимовцы) — присілок у складі Селтинського району Удмуртії, Росія.

## Населення
Населення — 19 осіб (2010; 50 в 2002).
Національний склад станом на 2002 рік:
- удмурти — 50 %
- росіяни — 40 %

## Урбаноніми[3]
- вулиці — Ільїнська, Якимовська